# Carl Leverkühn
Carl Georg Christian Leverkühn, später auch Karl Leverkühn (* 20. Januar 1823 in Peine; † 25. November 1906 in Hildesheim) war ein Geheimer Regierungsrat, Pädagoge und Schulrat.

## Leben
Leverkühn besuchte das Gymnasium Andreanum in Hildesheim, wo er sein Abitur machte. Anschließend studierte er Theologie, Philosophie und Naturwissenschaften an den Universitäten in Göttingen und hörte Vorlesungen von Professor August Tholuck an der Theologischen Fakultät der Universität Halle. Nach Abschluss des Studiums nahm er eine Stellung als Hauslehrer auf der Insel Zingst an. Zudem war er auch an einer gehobenen Privatschule in Hamburg tätig. 1848 wechselte er nach Hannover an die Königliche Hofschule in die Stellung eines Hauptlehrers und 1851 nahm er eine Stellung im Schullehrerseminar in Hannover an, die er bis 1856 innehatte.
Ab Mitte 1856 war Leverkühn als Prediger in der Strafanstalt in Hameln tätig und wurde 1860 Mitglied des Königlichen Konsistoriums zu Hannover sowie Oberschulinspektor für den Bezirk Lüneburg. Am 24. Mai 1873 wurde er zum Regierungs- und Schulrat ernannt. 1885 wurde Leverkühn mit der Leitung der Schulverwaltung des Regierungsbezirks Hildesheim betraut und im gleichen Jahr zum Geheimrat erhoben. Am 1. Dezember 1898 beging Leverkühn sein 50-jähriges Dienstjubiläum. Mit Wirkung vom 1. Januar 1900 wurde er im Rang und mit Titel eines Geheimrats a. D. (außer Dienst) pensioniert.
Leverkühn gab von 1875 bis 1897 als Redakteur des Hannoverschen Volksschulboten das Fachblatt Der Schulbote heraus und veröffentlichte ein wiederholt aufgelegtes Buch über das Volksschulwesen in Hannover.

## Ehrungen
Im Jahr 1893 erhielt das 1891 gegründete Hildesheimer Schulmuseum durch den Lehrerverein den Namen „Leverkühn-Stiftung“. Zudem wurde Leverkühn mit mehreren Orden ausgezeichnet, da er sich unter anderem für die Taubstummenförderung einsetzte. 1898 erhielt er den Roten Adlerorden III. Klasse mit der Schleife. Außerdem war er Träger des bulgarischen Zivilverdienstordens. Diesen Orden erhielt er anlässlich eines Besuches des späteren bulgarischen Königs Ferdinand I. bei ihm in Hildesheim am 28. Juli 1898, begleitet von dem bulgarischen Ministerpräsidenten Stoilow und seinem Bruder Paul. Das Mittagessen wurde von der bulgarischen Delegation im Haus von Leverkühn eingenommen.

## Familie
Leverkühn entstammte der niedersächsischen Familie Leverkühn/Lieberkühn, die bereits 1667 mit Hermann Levekoen in Braunschweig nachgewiesen ist. Die Stammlinie beginnt mit Caspar Leverkühn (* um 1680), Hofbesitzer in Schwicheldt. Auch sein Urgroßvater Hans Leverkühn (1708–1787) sowie sein Großvater Heinrich Leverkühn (* 1748) waren Besitzer des Hofes in Schwicheldt. Leverkühn war der Sohn des Schuhmachers und Kaufmanns Jürgen Heinrich Leverkühn (1781–1846) und dessen 1810 geheirateter Ehefrau Marie Sophie Christine geb. Gieseke (1790–1881). Leverkühn hatte noch einen älteren Bruder, Christian Leverkühn († 1845), Kauf- und Handelsmann in Russland.
Leverkühn heiratete 1860 in Hannover Louise Rosine Wilhelmine Grisebach (1823–1905), Tochter des königlich-hannoverschen Generalauditeurs Rudolf Dietrich Grisebach (1773–1837) und dessen Ehefrau Dorothea Eleonore Rosine Louise geb. Meyer. Leverkühns Ehefrau war eine Schwester des Botanikers August Grisebach (1814–1879). Das Paar hatte vier Kinder, u. a.:
- August Leverkühn (1861–1927), Jurist, Abgeordneter und Autor ⚭ 1890 Ida Struckmann, der Tochter des Hildesheimer Oberbürgermeisters Gustav Struckmann. Das Paar hatte zwei Söhne, darunter Paul Leverkuehn.
- Paul Leverkühn (1867–1905), Mediziner, Ornithologe und Direktor der wissenschaftlichen Sammlungen des Fürsten Ferdinand von Bulgarien in Sofia
- Elisabeth Therese Adelheid Sophie Dorothee Leverkühn (1871–1930) ⚭ 1896 Karl August Eduard Adolf Baring (1860–1945), Jurist, Oberlandesgerichtsrat in Dresden.[5]

## Schriften (Auswahl)
- Die Volksschulen im Consistorialbezirk Hannover mit Einschluß der Bürger-, Mittel-, höheren Töchter- und Privatschulen. Mittheilungen über dieselben; die Volksschulen im Landdrosteibezirk Hildesheim. (= Volksschulen im Consistorialbezirk Hannover: Gesetze und Mittheilungen. Band 2.) Helwing, Hannover 1878, OCLC 256441752.
- 1877–1885. (= Gesetze, Verordnungen und Ausschreiben. Band 2: Volksschulen im Consistorialbezirk Hannover: Gesetze und Mittheilungen. Band 1.) Helwing, Hannover 1885, OCLC 257810195.
- Mit Gustav Spieker: Die allgemeinen Bestimmungen vom 15. Okt. 1872 nebst Prüfungsordnungen und den Erlassen über die Schulaufsicht in Preußen. Manz, Hannover-Linden 1891, OCLC 257803023.